# Max Grundig

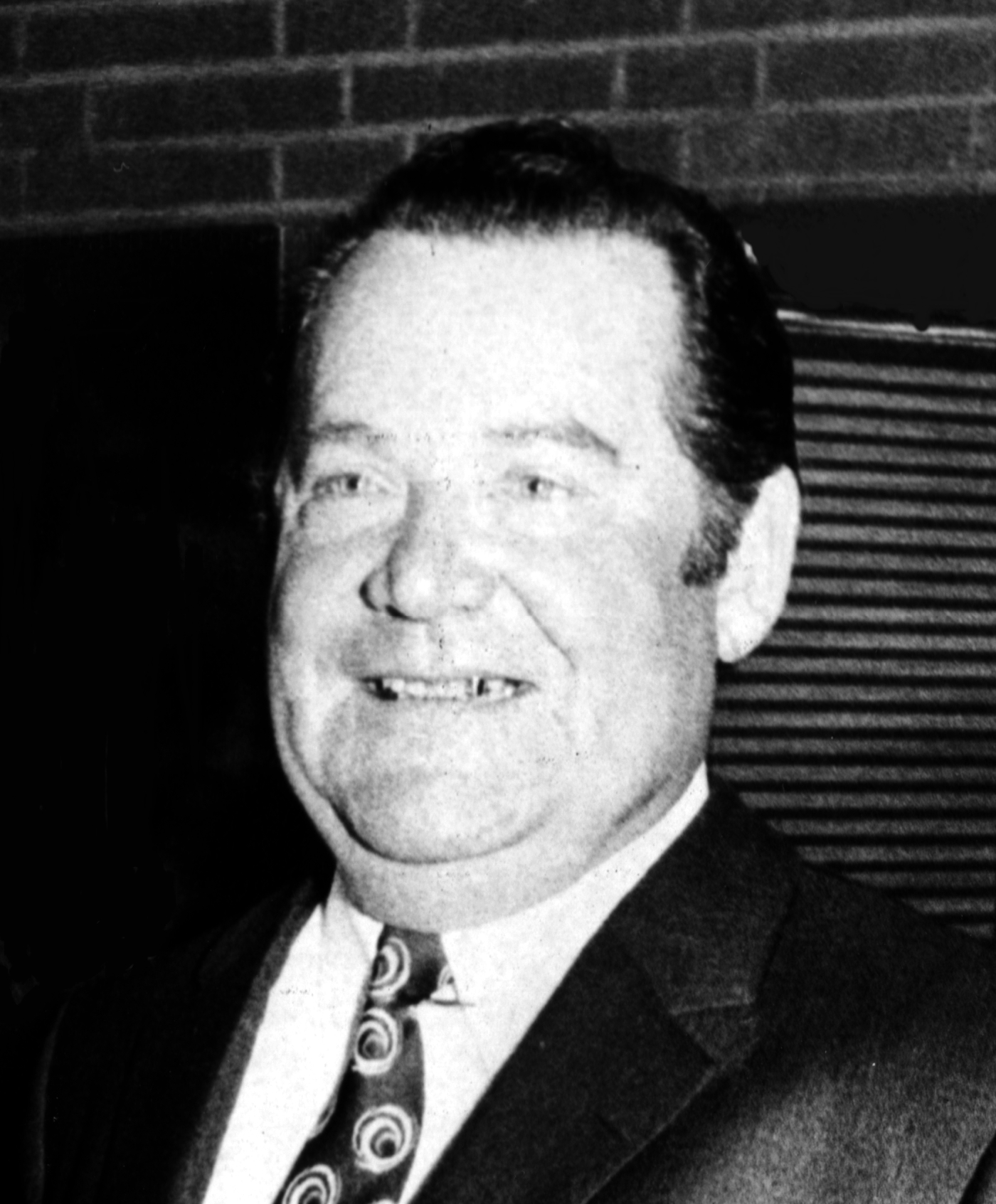
Max Grundig im September 1970.

Max Grundig (* 7. Mai 1908 in Nürnberg; † 8. Dezember 1989 in Baden-Baden) war der Gründer des gleichnamigen Elektronik-Konzerns Grundig AG und zählt damit zu den bedeutenden Wirtschaftspionieren der Bundesrepublik Deutschland.

## Leben
Max Grundig wurde als Sohn des Lagerverwalters Max Emil Grundig, der aus Frauenstein/Sachsen stammte, und seiner Frau Marie in Nürnberg geboren und wuchs dort zusammen mit seinen drei Schwestern in sehr einfachen Verhältnissen auf.

### 1920–1933

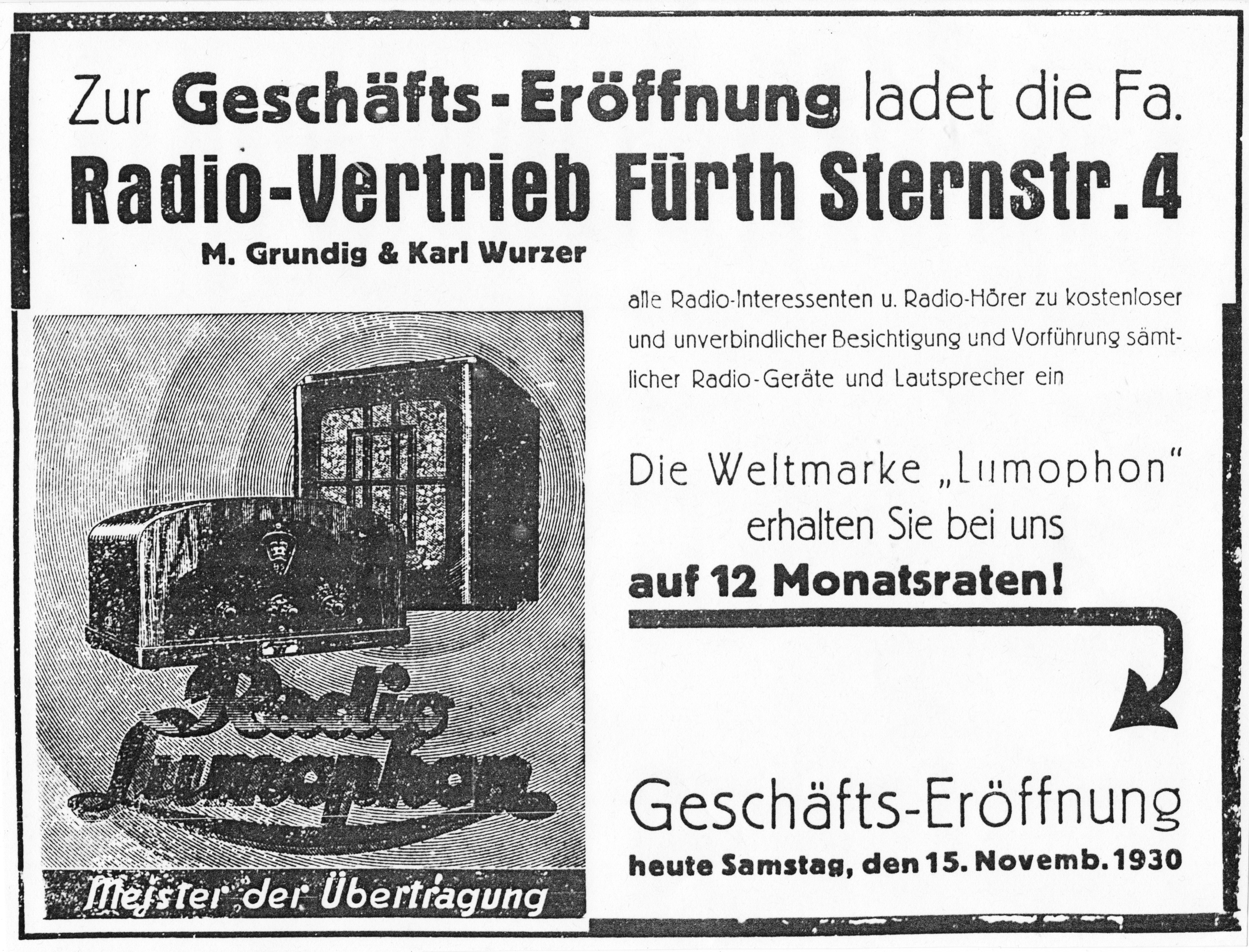
Nachdem Max Grundig zuvor Leiter einer Fürther Filiale der Nürnberger Installationsfirma Hilpert war, eröffnete er mit einem später ausgezahlten Teilhaber am 15. November 1930 neben dem Fürther Rathaus (und gegenüber dem Geburtshaus seines Bekannten Ludwig Erhard) ein eigenes Geschäft in der Sternstraße 4 (heute: Ludwig-Erhard-Straße, das Haus wurde 1995 abgerissen).

Nach dem frühen Tod des Vaters, der 1920 an den Folgen einer Blinddarmoperation starb, zahlte die Fahrradfabrik Hercules – ein früheres Zweigunternehmen der Triumph-Werke, die in den 1950er Jahren zu Grundig gehören sollten – seiner Mutter nur eine kleine Pension.
Max Grundig begann 1922 eine Lehre als Einzelhandelskaufmann beim Nürnberger Heizungsinstallationsbetrieb Jean Hilpert. Er fiel dort als fleißiger Lehrling mit vielen Ideen auf und wurde dem Büro des Prokuristen zugewiesen. Bald gewann er das Vertrauen des kinderlosen Geschäftsinhabers Max Hilpert, für den er bald eine Art „Ziehsohn“ wurde. Um die stets dürftig gefüllte Familienkasse aufzubessern, betätigte er sich in den wenigen freien Stunden noch in Heimarbeit und bemalte Zinnsoldaten.
Mit 16 Jahren begann er sich intensiv für das gerade neu in Mode gekommene Medium Radio zu interessieren. Fasziniert von der Technik der Rundfunkempfängers bastelte Max Grundig mit gekauften Bauteilen seinen ersten Detektor-Apparat. Die kleine Wohnung der Grundigs entwickelte sich zu seinem Experimentierlabor. Max Grundig baute noch im selben Jahr seinen ersten Bildfunkempfänger, der Signale des Deutschlandsenders Königs Wusterhausen in Bildpunkte umsetzen konnte.
Gerade 18 geworden, besuchte er im Auftrag seines Chefs die dritte Große Deutsche Funk-Ausstellung 1926 in Berlin. Ein Jahr später wurde Max Grundig die Leitung der Fürther Tochterfirma von Hilpert übertragen. In dieser Filiale setzte er sein Wissen über die Rundfunktechnik um und bot zum ersten Mal Radios und Zubehör zum Verkauf an. Das Hauptgeschäft machte die Filiale aber mit Installationsaufträgen des gerade neu errichteten Fürther Stadtkrankenhauses. Durch eine ausgehandelte Umsatzbeteiligung konnte er sein Gehalt von 60 auf 600 Mark und mehr steigern. Damit war es dem 19-Jährigen erstmals möglich, seine Familie gut zu versorgen.
Mit 21 Jahren heiratete er Berta Haag, die gemeinsame Tochter Inge wurde 1930 geboren, die Ehe kurz darauf wieder geschieden, wobei er alle finanziellen Verpflichtungen übernahm.
Max Grundig kündigte am 1. November 1930 seine Stellung, um sich mit einem Radiogeschäft in Fürth selbständig zu machen. Nur mit Mühe konnte er seine Mutter überreden, wie vom Vermieter gefordert, den Mietvertrag als Bürge zu unterschreiben. Zusammen mit seinem Teilhaber Karl Wurzer eröffnete er am 15. November 1930 die Fa. RADIO-VERTRIEB FÜRTH, Grundig & Wurzer OHG, in der Sternstraße 4 in Fürth. Der Verkauf der Radiogeräte war zunächst schwierig. Das Geschäft lebte in der ersten Zeit von Reparaturen, die Grundig selbst ausführte, und vom Teile- und Zubehörverkauf. Das Weihnachtsgeschäft 1930 brachte zwar etwas Umsatz beim Geräteverkauf, aber erst langsam sprachen sich die Qualität der von ihm vertriebenen Geräte und der gute Kundendienst herum, der Umsatz zog an und Grundigs Ladengeschäft konnte sich etablieren. Bald beschäftigte er zwei Monteure und seine drei Schwestern im Unternehmen.

### 1933–1945

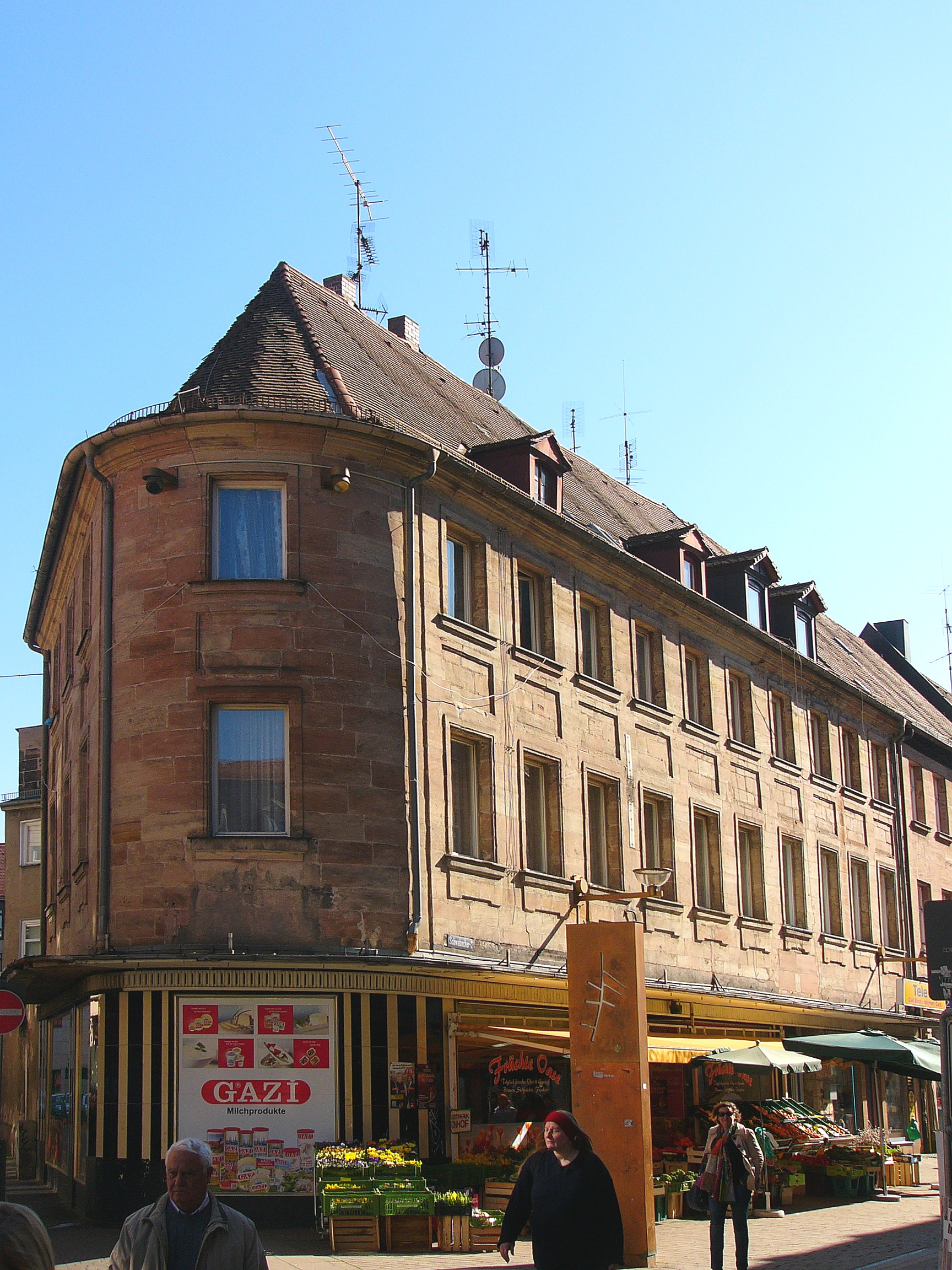
Gebäude Schwabacherstraße 1

1934 zahlte Max Grundig den Teilhaber aus, und sein Unternehmen zog in ein wesentlich größeres Ladenlokal in der Schwabacher Straße 1 um. Er verkaufte nun Radiogeräte aller gängigen Hersteller, Schallplatten, Plattenspieler, Batterien und Zubehör. Daneben profitierte er von den unterschiedlichen Spannungen der Stromnetze in Nürnberg und Fürth (Wechsel- bzw. Gleichstrom). Wer von Nürnberg nach Fürth zog und einfach sein Radiogerät wieder einschaltete, brachte damit den Transformator zum Durchbrennen. Max Grundig reparierte diese Transformatoren auf eigens angeschafften Drahtwickelmaschinen und produzierte bald auch Neuware zum Verkauf an andere Radiohändler.
1938 heirateten Max Grundig und die Sopranistin Anneliese Jürgensen (geb. 14. November 1913 in Flensburg; gest. 14. Dezember 2007 in Bad Wiessee), angehender Operettenstar und Tochter des Flensburger Weinhändlers Jürgensen, die er in seinem Stammlokal, dem Café Fürst in Fürth, kennengelernt hatte. Im selben Jahr produzierte er bereits 30.000 Kleintransformatoren für den steigenden Bedarf der deutschen Rüstungsindustrie. Mit Kriegsbeginn arbeitete der Betrieb überwiegend für die deutsche Wehrmacht und reparierte Geräte der militärischen Nachrichtentechnik. Max Grundig wurde 1941 zu einer Nachrichteneinheit des Heeres eingezogen und nach der Ausbildung bei einer Transportkommandantur in Paris eingesetzt. Mit einer nicht ungefährlichen Schwejkiade erreichte er seine Rückversetzung: Kaum hatte der zuständige Kommandierende General einen 14-tägigen Urlaub angetreten, meldete sich Grundig beim Stellvertreter und erklärte, dass er auf Befehl des Kommandeurs nach Nürnberg versetzt sei. Er kam damit durch und versah danach als Obergefreiter Dienst im Führungsbunker der Transportkommandantur Nürnberg. Bald bekam er die Erlaubnis, sich in seiner militärischen Freizeit um sein Unternehmen zu kümmern.
Nach den Luftangriffen auf Nürnberg im Jahr 1943 ließ Grundig die Produktionsanlagen in das Dorf Vach bei Fürth auslagern und produzierte dort im Tanzsaal des Gasthauses „Linde“ und in der Kegelbahn des „Roten Ochsen“ bis Kriegsende Transformatoren, elektrische Zünder und Steuerungsgeräte. Die zunehmende kriegswirtschaftliche Bedeutung der Fa. Radio-Vertrieb Fürth führte dazu, dass Max Grundig nun unabkömmlich (UK) gestellt wurde und aus dem Militärdienst ausschied. Von AEG erhielt er bald Großaufträge, die die Produktion von 10.000 Kleintransformatoren pro Tag bedeuteten. Der Auftraggeber lieferte das Material und die dazu nötigen Arbeitskräfte gleich mit. 150 ukrainische Zwangsarbeiterinnen waren ab 1944 für die Firma tätig. Da ihre Versorgungssituation schlecht war, organisierte Max Grundig regelmäßig ihre Verpflegung. Konstantin Prinz von Bayern rühmt in seiner Biographiensammlung „Die großen Namen“ Max Grundig, dieser habe für seine Zwangsarbeiterinnen freundliche Worte und Blicke gehabt, „und, was noch wichtiger für sie war, immer Brot“. Siemens und AEG stellten bald Ingenieure ab, denn die Aufträge wurden höherwertig, und gegen Kriegsende produzierte das Unternehmen auch die Steuerungsgeräte für die V1-Marschflugkörper und die V2-Rakete. 
Zum Kriegsende wurde sein erzieltes Vermögen auf 17,6 Millionen Reichsmark geschätzt.

### 1945–1989
Nach Kriegsende wurde Max Grundig von der amerikanischen Militärpolizei verhaftet und verhört, jedoch nach drei Tagen wieder entlassen. Die ukrainischen Zwangsarbeiterinnen, die für Grundig gearbeitet hatten, dankten ihrem ehemaligen Chef derweil für die vergleichsweise gute Behandlung: Sie blieben und bewachten das Firmeneigentum in Vach. Damit retteten sie Max Grundigs Hab und Gut vor Plünderung und Zerstörung.
Am 15. Mai 1945 eröffnete Max Grundig mit einigen Mitarbeitern wieder das Ladengeschäft in Fürth. Er ließ die Maschinen und Vorräte aus Vach in eine leergeräumte ehemalige Blechspielwarenfabrik in der Jakobinenstraße 24 in Fürth bringen und begann auf 400 m² mit 11 Männern und 31 Frauen im Juni 1945 mit der Produktion von Universal-Transformatoren, die in fast jedem Elektrogerät zu gebrauchen waren. Am 7. November 1945 erhielt er die offizielle Gewerbelizenz.
Im August hatte er die Entwicklung eines Röhrenprüfgeräts begonnen, um die Firma auf eine breitere Basis zu stellen. Ende 1945 kam dieses erste Grundig-Gerät „Tubatest“, freilich noch unter dem Namen RVF (Radio-Vertrieb Fürth) auf den Markt. Mit ihm konnten auch Laien in kürzester Zeit Röhren jeglichen Fabrikats testen und die Leistung in Prozent ablesen.

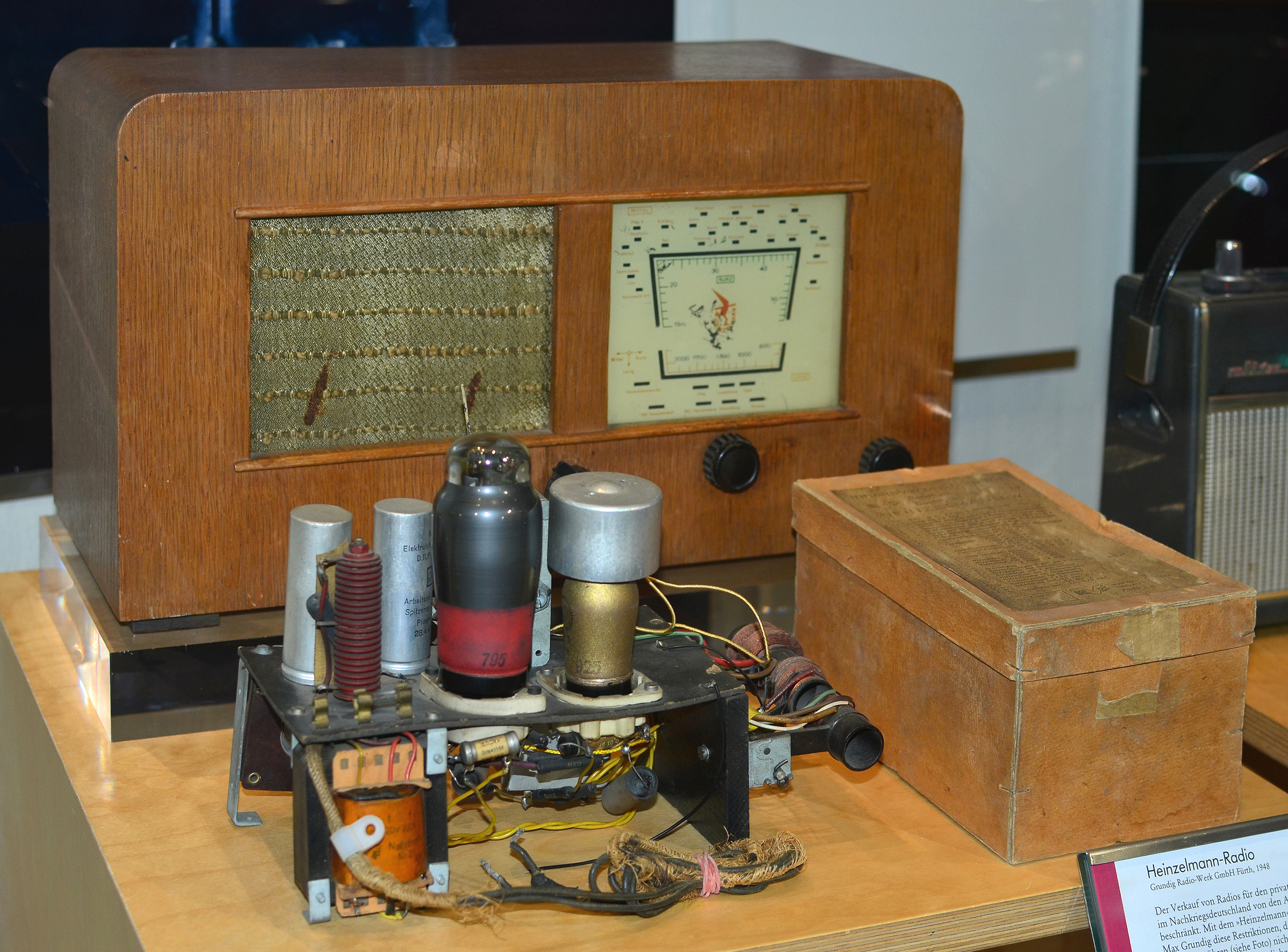
Das aus einem Bausatz vom Käufer selbst zusammengesetzte Heinzelmann-Radio war der Grundstein für den Erfolg von Grundig

Eigentlich wollte Max Grundig auch wieder Radios verkaufen, aber die Produktion der traditionellen Hersteller kam nur schwer in Gang. Der Bau von Radiogeräten war genehmigungspflichtig und der Verkauf streng bewirtschaftet und bezugsscheinpflichtig. Diesen Hürden begegnete Max Grundig im Dezember 1945 mit einer bahnbrechenden Idee: Er entwickelte zusammen mit seinen Mitarbeitern einen Bausatz, den ein Laie leicht zu einem Radio zusammenbauen konnte und den er als „Spielzeug“ in den Handel bringen wollte. Die dafür benötigten Röhren waren dem Bausatz anfangs nicht beigefügt und mussten selbst beschafft werden. Dies war nicht schwer, da große Bestände der hierfür u. a. nötigen Wehrmachtsröhre RV12P2000 noch vorhanden waren und auf verschiedenen Wegen „organisiert“ werden konnten. Dieser legendäre Rundfunkbaukasten „Heinzelmann“ war Auftakt und Durchbruch für die Geräteproduktion des RVF. Namensgeber für den (1946 zunächst namenlosen) Bausatz war mit großer Wahrscheinlichkeit das „Funkheinzelmännchen“ von Hans Bodenstedt aus den Jahren 1924/1925, die Titelfigur der wohl frühesten Kinderserie des deutschen Rundfunks. Ab August 1946 lief schließlich die Serienproduktion an und ab Jahresbeginn 1947 wurde er ausgeliefert. Bis Jahresende waren über 12.000 Stück hergestellt und verkauft – insgesamt sollten es 100.000 für 22,5 Millionen Mark werden. Die Mitarbeiterzahl war auf 291 gewachsen.
Für eine weitere Ausdehnung der Produktion des „Heinzelmann“ und für die geplanten Komplettgeräte brauchte Max Grundig dringend größere Räumlichkeiten. Im März 1947 kaufte er ein Grundstück an der Kurgartenstraße und ließ eine Fabrikhalle errichten, in der ab Oktober 1947 der 4-Röhren-Super „Weltklang“, ein Komplettgerät mit drei Wellenbereichen, gefertigt wurde. Nicht zuletzt dank des Holzgehäuses, das vom Publikum den Konkurrenten aus Bakelit vorgezogen wurde, war das Gerät ein außerordentlicher Verkaufserfolg.

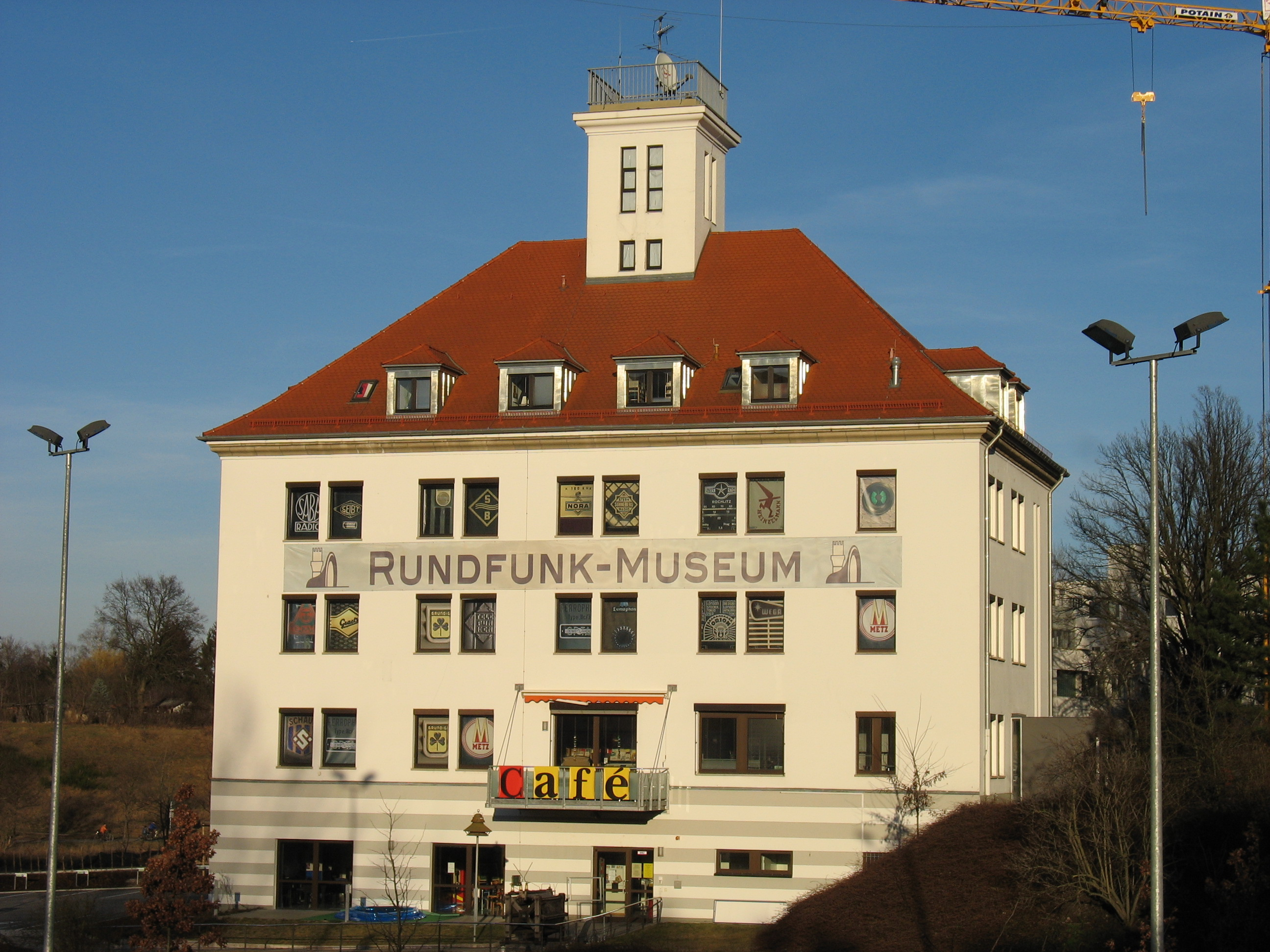
Im 1949 fertiggestellten Direktionsgebäude an der Kurgartenstraße in Fürth befand sich bis Ende der 1960er Jahre das Büro von Max Grundig. Heute befindet sich dort das Rundfunkmuseum Fürth. Im Gebäude bzw. auf dem Turm nahm 1951 der erste süddeutsche Fernsehsender seinen Sendebetrieb auf.

Nach der Währungsreform änderte Max Grundig den Firmennamen von „RVF-Elektrotechnische Fabrik“ in „Grundig Radio-Werk GmbH“, wenig später in „GRUNDIG Radio-Werke GmbH“ und dehnte sein Produktionsprogramm konsequent aus. In einer rasanten Expansion der Produktionskapazitäten schaffte er gleichzeitig die Voraussetzungen, den Massenmarkt der frühen 1950er Jahre mit seinem Nachholbedarf bedienen zu können. 1949 betrug die Monatsproduktion bereits 12.000 Geräte, 1951 waren es 34.000, 1953 schon 39.900 und bis 1960 stieg sie auf 70.800. Ab 1952 war Max Grundig Europas größter Rundfunkgeräte- und der Welt größter Tonbandgeräte-Produzent. Die Weltmarke Grundig etablierte sich.
Max Grundig weitete das Geschäft auf weitere Bereiche der Unterhaltungselektronik aus (1951 z. B. auf die ersten Fernsehgeräte) und war damit sehr erfolgreich. 1963 wurde ihm aufgrund seiner Verdienste für die Stadt Fürth die Ehrenbürgerwürde verliehen. 1971 erfolgte die Umwandlung des Konzerns in eine Aktiengesellschaft, die Grundig AG. 1979 schloss Grundig eine gesellschaftsrechtliche Verbindung mit dem niederländischen Philips-Konzern, der Firma, der er nur fünf Jahre später die Aktienmehrheit und Leitung seines ganzen Konzerns vollständig übergeben würde. In den 1980er Jahren war Grundig mit rund 28.000 Mitarbeitern der größte Arbeitgeber in Mittelfranken, nachdem die Gesamtmitarbeiterzahl 1979 den personellen Höchststand von 38.460 Beschäftigten erreicht hatte. Aus seiner dritten Ehe 1981 mit der Elsässerin Chantal, geb. Rubert, stammt seine Tochter Maria-Alexandra.
Ab 1967 wohnte Grundig in einer großen Villa im Fürther Stadtteil Dambach. Ab Anfang 1978 war er zwar noch dort mit Hauptwohnsitz angemeldet, Ende 1977 hatte er sich jedoch in dem von ihm im Fürther Stadtwald errichteten Hotel Forsthaus niedergelassen, in dessen beiden Obergeschossen er als Dauergast einzog. Eine großzügige und gut bewachte Suite sollte ihm als potentiellem Entführungsopfer Schutz vor der Bedrohung durch die Terrororganisation Rote Armee Fraktion bieten.
Wesentlicher Grund für die wirtschaftlichen Schwierigkeiten ab Mitte der 1970er Jahre waren günstigere und teils überlegene Produkte aus Fernost, die den Markt massenhaft überschwemmten. Von einer Verlagerung seiner Produktion nach Fernost hielt er aber nichts: Er war überzeugt davon, dass dies langfristig nicht funktionieren könne, weil dann in Deutschland bald keine Arbeit und damit auch keine Kaufkraft mehr vorhanden wäre.
Ein weiterer Grund für das „schwere Fahrwasser“ Anfang der 1980er Jahre ist möglicherweise die Tatsache, dass Grundig bei den steigenden Produktionszahlen des noch jungen Mediums Video zwischen 1976 und 1981 gleich mit insgesamt fünf untereinander inkompatiblen Heim-Videoformaten (VCR, VCR Longplay, SVR, Video2000 und Compact Video Cassette) aufwartete, um erst ab 1979 sein gemeinsam mit Philips entwickeltes Video2000-System zu favorisieren. Dieses überstürzt auf den Markt geworfene und mit Qualitätsproblemen kämpfende Videoformat verfügte über interessante Eigenschaften, konnte sich aber nicht mehr gegenüber dem in den USA und Japan in dieser Zeit bereits verbreiteten Video Home System (VHS) der Matsushita-Gruppe durchsetzen.
Bei den Hi-Fi-Komponenten hielt Grundig zu lange an den Formfaktoren der 1970er fest sowie an DIN-Steckern, die an japanischen und US-Komponenten unüblich sind und beim Betrieb von Tonbandgeräten und Kassettenrekordern Probleme bereiteten. (Während an den meisten Geräten rein mechanische Adapter von einem auf den anderen Kontakt reichten, sind an Bandgeräten auch die elektrischen Verhältnisse an DIN-Kontakten anders als an Cinch-Varianten.) Zudem waren zwar die Grundig-Tuner und Receiver sowie viele der Boxen qualitativ hochwertig – bei anderen Audiogerätschaften bewegte sich die Qualität von Grundig-Komponenten aber nur im Mittelfeld.
1984 verkaufte der Firmengründer Max Grundig die Aktienmehrheit seines Unternehmens an den niederländischen Elektrokonzern Philips und zog sich damit aus dem Tagesgeschäft zurück.

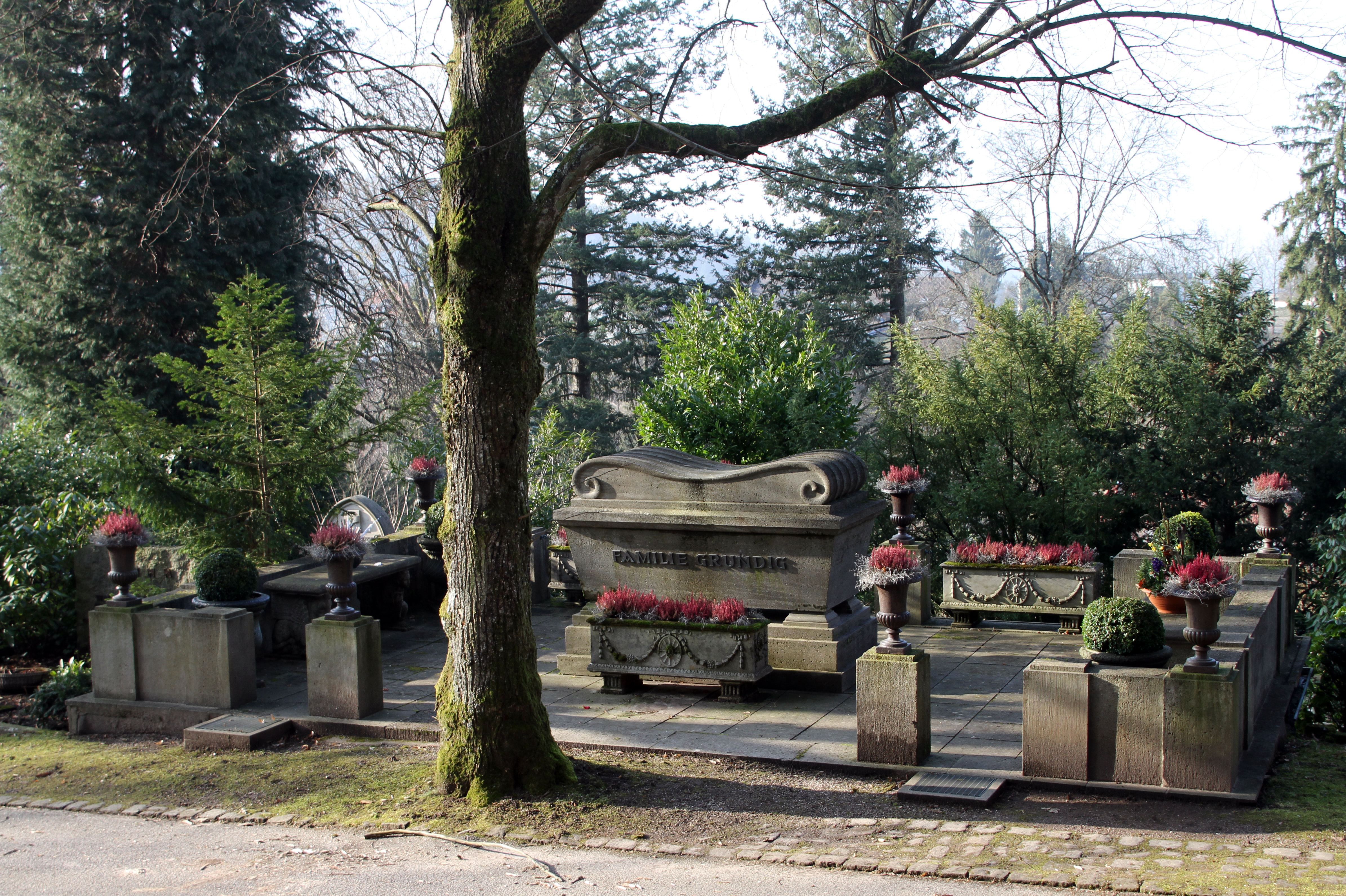
Gruft der Familie Grundig auf dem Hauptfriedhof Baden-Baden

Im Jahr 1986 erwarb Grundig das Kurhaus Bühlerhöhe im Nordschwarzwald nicht weit von Baden-Baden und ließ es bis 1988 zum Luxushotel ausbauen. Außerdem wurde die Max-Grundig-Klinik auf der Bühlerhöhe eingerichtet. Zum Kaufpreis von knapp acht Millionen Mark kamen 150 Millionen, um das Gebäude des Kurhauses Bühlerhöhe nach Plänen von Architekt Henner Hoos und des Innenarchitekten Jan Wichers zu erneuern, doch die Geschichte des Hauses sollte wechselhaft bleiben. „Ministerpräsident Lothar Späth hat mir die total vergammelte Bühlerhöhe eingeredet“, meinte er seinerzeit. Doch nachdem die Transformation zum nunmehrigen „Schloßhotel“ vollbracht war, stellte Grundig gegenüber dem Biografen Egon Fein fest: „Jetzt hab’ ich alles erledigt. Und, Fein, was mache ich jetzt?“ Er hatte nach einem erfüllten Leben mit täglicher, anstrengender Arbeit plötzlich keine Aufgabe mehr. Dies war für ihn unvorstellbar. Grundig verstarb vier Monate nach Fertigstellung der Bühlerhöhe. Er ist in der Familiengruft auf dem Hauptfriedhof Baden-Baden beigesetzt worden.

### Einschätzung des Unternehmers Grundig
Der wirtschaftliche Erfolg Grundigs in der Nachkriegszeit spricht dafür, dass er viele Chancen erkannte und nutzte. Gleichzeitig ist von ihm überliefert, dass er aufbrausend war, keinen Widerspruch duldete und Prototypen, die ihm nicht gefielen, gelegentlich aus dem Fenster warf. Sein rüder Führungsstil sprach sich herum und führte dazu, dass sich – teils mediokres – Personal absichtlich bei Grundig bewarb in der Hoffnung, bei der erstbesten Gelegenheit mit einer üppigen Abfindung entlassen zu werden.
Zudem machte ihn der frühe Erfolg blind gegenüber sich verändernden Märkten. Im Vorfeld einer der Düsseldorfer "HiFi"-Messen bot er dem Deutschen Highfidelity Institut e.V als Veranstalter an, die komplette Messe zu belegen – unter der Bedingung, dass japanische Hersteller ausgeschlossen blieben. Dies war zu einer Zeit, als japanische Unterhaltungselektronik beim Publikum großen Anklang fand, für den Veranstalter nicht akzeptabel und ein Indiz für die beginnende Hybris Grundigs.

### Kunstsammlung
2014 wurde die umfangreiche Kunst- und Antiquitätensammlung, die Max Grundig im Laufe seines Lebens aufgebaut hatte, durch das Münchner Auktionshaus Hampel veräußert (Auktions-Kat. Hampel 2014). Besondere Aufmerksamkeit erregte dabei eine Holzmadonna im thronenden Sedes-Sapientiae-Typus, welche als spanisches Original versteigert wurde. Spätere kunsthistorische/kunsttechnologische Untersuchungen ergaben, dass es sich um eine katalanische Romanik-Fälschung des 20. Jahrhunderts handelt.

## Auszeichnungen
- 1952: Verdienstkreuz (Steckkreuz / 1. Klasse) der Bundesrepublik Deutschland
- 1963: Goldene Bürgermedaille der Stadt Fürth und Ehrenbürger von Fürth
- 1965: Bayerischer Verdienstorden
- 1967: Ehrendoktor der Wirtschaftswissenschaften an der Universität Erlangen-Nürnberg
- 1967: Großes Bundesverdienstkreuz mit Stern
- 1975: Großes Verdienstkreuz mit Stern und Schulterband
- 1980: Großes Goldenes Ehrenzeichen für Verdienste um die Republik Österreich[17]
- 1987: Ehrensenator der Universität Karlsruhe
- 1988: Verdienstmedaille des Landes Baden-Württemberg